# 許高昆
許高昆（？—？），福建人，清朝政治人物。举人出身。
康熙三年（1664年），擔任清朝廣州府南海縣知縣。后由陳萬言接任。